# 왕식렴
왕식렴(王式廉, ? ~ 949년 2월 7일 (음력 1월 7일)은 신라 출신 후고구려의 귀족이자 고려의 왕족으로 태조 왕건의 백부 왕평달의 아들이며 왕건의 사촌동생이다. 고려의 개국공신이자 정종 즉위를 도운 공로로 광국익찬공신에 책록되었다. 왕신과 왕육의 형이며, 왕희순과는 사촌간이다. 본관은 개성(開城) 시호는 위정(威靜)

## 생애

### 개국공신과 고려 초기
왕식렴은 작제건의 아들이자 세조 왕륭의 동생인 삼중대광 왕평달의 아들이며, 태조 왕건의 사촌동생이다. 918년 태조 왕건의 고려 건국을 도운 공로로 개국공신에 녹훈되었다.
군부서사(軍部書史)로 관직을 시작해 여러 직책을 역임했다. 태조가 서경을 중요시하여 서경(평양)이 황폐한 것을 들어 왕식렴을 진장(鎭將)으로 임명하니 그는 백성을 서경에 이주시켜 채우게 하고 서경 개척에 노력하였다. 안수진 흥덕진 등에 성을 쌓는 공을 세웠으며 여러 번 승진하여 좌승(左丞)이 되었다.

### 왕규의 난진압
혜종이 병석에 눕자 태조의 서자들 간에 왕위를 놓고 경합이 벌어졌을 때 그는 요(후에 정종으로 즉위)를 지지하였다.
왕규가 자신의 외손자를 왕위에 앉히려는 음모를 꾸미는 사이 정종은 비밀리에 서경에 있던 왕식렴을 불러들여 대책을 세우고 있었다. 정종은 혜종이 죽자 본격적으로 왕식렴의 세력을 등에 업고 왕위에 오르고자 했다. 정종의 배후 세력인 왕식렴은 삼중대광 왕평달의 아들이며 태조의 몇 안되는 종친이다. 군부서리가 된 이래 많은 관직을 역임하였으며, 태조 원년에 서경(평양) 진수의 책임을 지고 혜종이 사망한 945년까지 27년간 그 임무를 담당했다.
왕식렴은 오랜 기간 서경에 있으면서 강력한 세력기반을 쌓고 있었다. 자신의 힘만으로는 왕위계승이 힘들다고 판단한 정종은 왕식렴의 세력을 끌어들이고자 하였다. 정종은 서경에 있는 왕식렴을 개경으로 불러들였다. 왕식렴이 군대를 거느리고 개경에 들어오자 왕규는 힘을 쓰지 못하였다.
혜종이 병으로 누웠을 때 정종과 함께 왕규의 난을 진압하였다. 그러나 왕규의 난에 관해서는 혜종 지지파였던 왕규와 정종·광종 지지파이자 서경 귀족인 왕식렴 세력 간의 정쟁으로 간주 “왕규의 난”이 아닌 “왕식렴의 난”으로 보는 관점이 있다. 945년 정종 즉위 후 반란 진압의 공을 치하하여 광국익찬공신(匡國翊贊功臣)에 서훈되었으며, 거기에 다시 대승(大丞)을 덧붙였다.

### 생애 후반
이후 정종은 그가 장악한 서경으로 천도를 시도했으나 실패한다. 949년 2월 7일 (음력 1월 7일) 사망했다. 시호는 위정(威靜)이라 하고, 호기위태사삼중대광개국공(虎騎尉太師三重大匡開國公)에 추서되었다. 그의 사후 서경은 왕씨(王氏)의 세력권에서 이탈하게 된다.

## 가계
- 아버지 : 왕평달(王平達), 고려 건국후 삼중대광(三重大匡)을 역임
- 어머니 : 미상
  - 부인 : 미상
    - 아들 : 왕함윤(王含允)
    - 아들 : 왕함순(王含順)
    - 아들 : 왕풍(王風)
    - 딸 : 백휘(白揮)에게 출가

  - 동생 : 왕신(王信, ? ~926)
  - 동생 : 왕육(王育)

## 대중 문화속에 나타나는 왕식렴
- 《태조 왕건》(KBS, 2000년~2002년, 배우:정국진)
- 《제국의 아침》(KBS, 2002년~2003년, 배우:김흥기,정국진)
- 《빛나거나 미치거나》(MBC, 2015년~2015년, 배우:이덕화)
- 《달의 연인 - 보보경심 려》(SBS, 2016년~ , 배우:박정학)

## 같이 보기
- 왕건
- 왕륭
- 정종
- 왕희순